# 展示台
展示台（Document camera），又稱電子實物投影儀、實物投影儀，是一種特殊的攝影機，可以將放置在特定台面所展示物體（多為實物文件及圖像）实时显示在投影儀畫面中，部份展示台還配備可以照亮展示物體的光源。
由於展示台甚為便利，漸漸取代昔日具類似功能用途的高影機（又稱透射式投影儀）。

## 歷史
早期展示台屬於試驗性質，大概於1970年代已經出現。
然而，成為商品發售則要到1988年才實現。第一台商品化之展示台/文件相機由WolfVision和Elmo公司開發，並於1988年在photokina貿易展覽會上推出。

## 圖片集

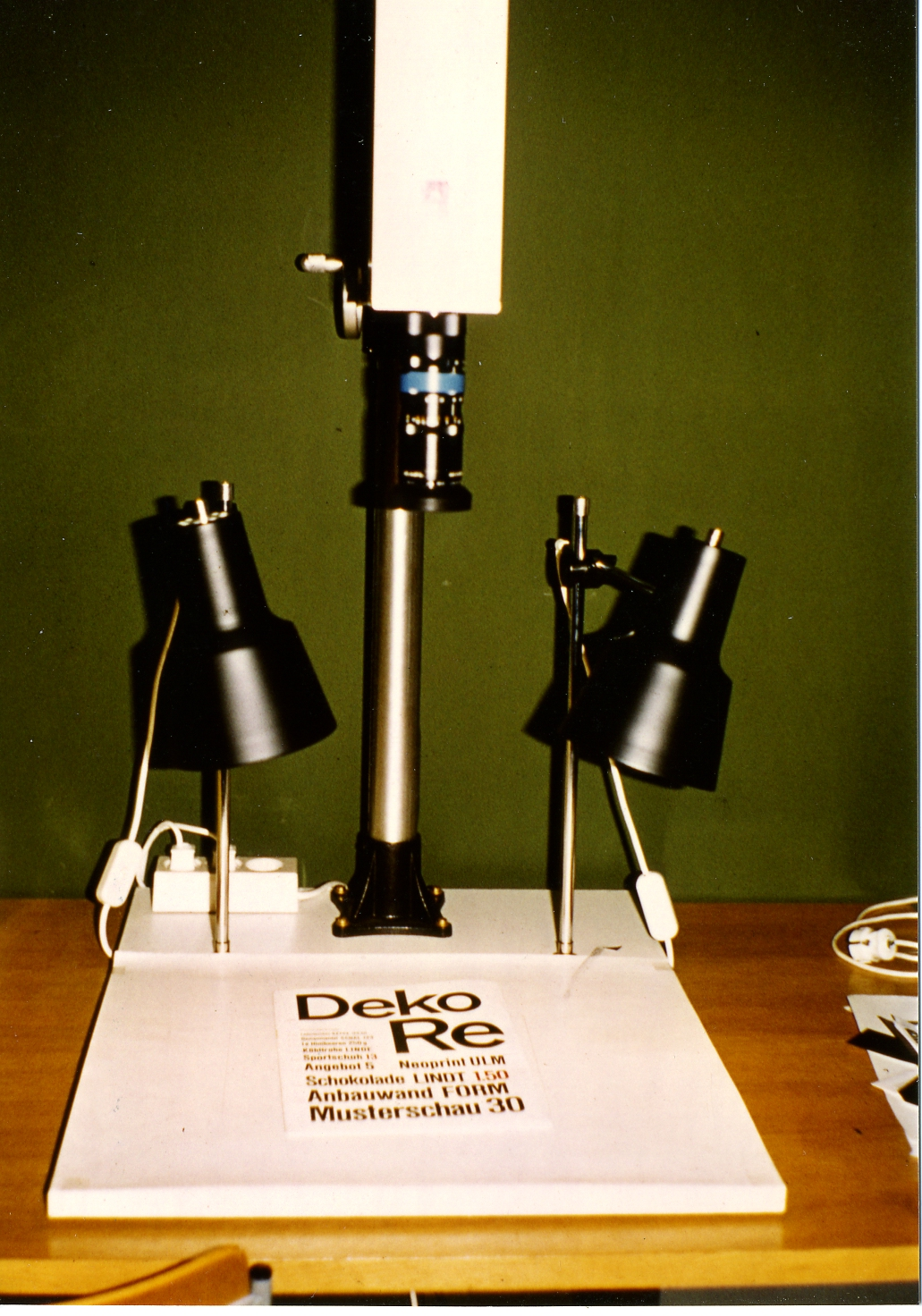
名為 "Video Lupe" 的展示台原型，由 Wolf Audio Visuals 於1974年開發製造
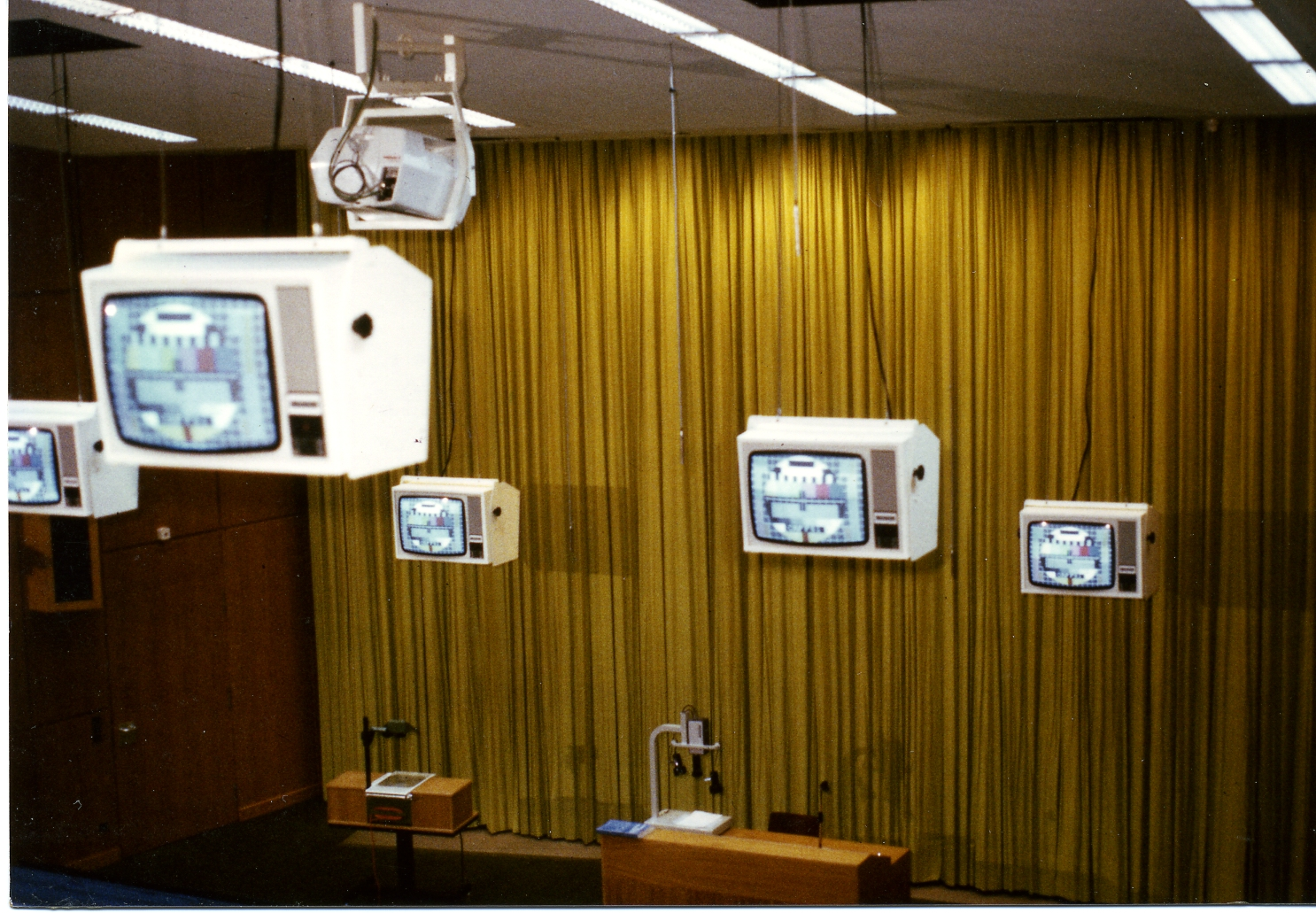
Video Loop AV installation，是展示台的另一款原型  大約於1975年由Wolf Audio Visuals開發
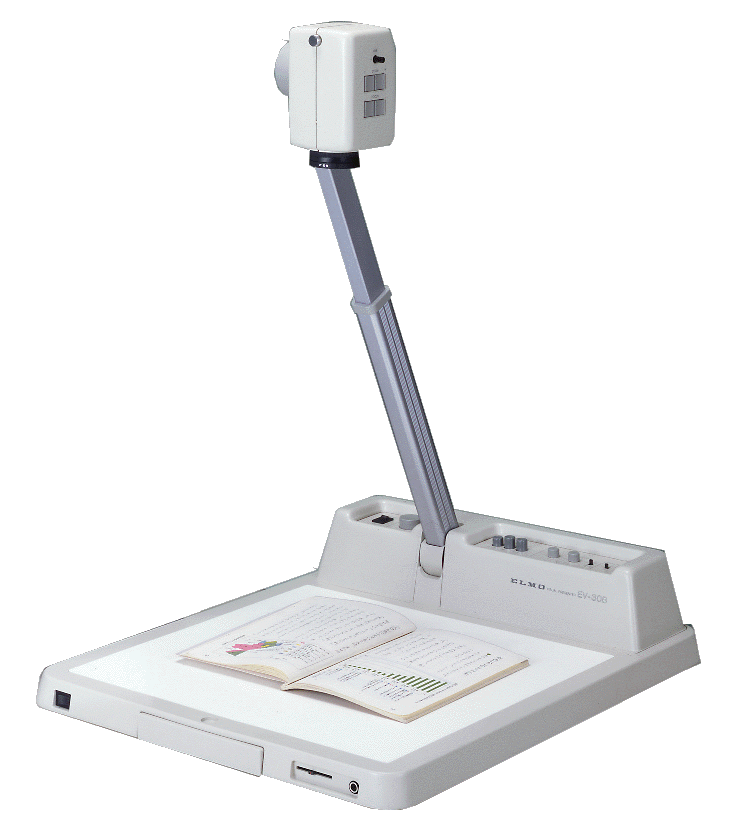
ELMO首台展示台 - Visualiser EV-308
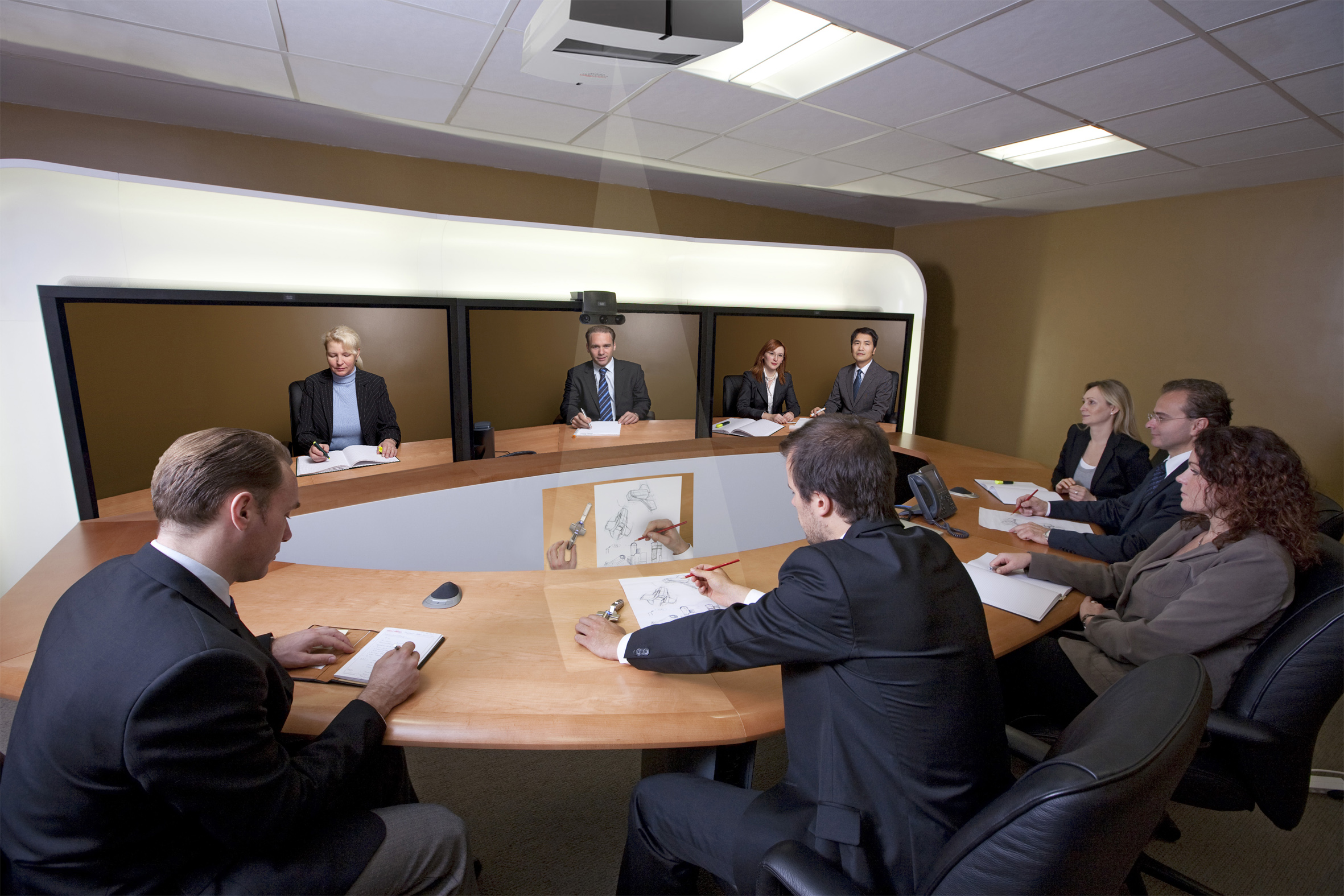
一間設有遠程呈現系統的房間，並在天花板安裝一部展示台